# Фрил, Кортни
Ко́ртни Дон Фрил (англ. Courtney Dawn Friel; 22 апреля 1980, Балтимор, Мэриленд, США) — американская телеведущая и журналистка.

## Карьера
В настоящее время работает корреспондентом для «KTTV» в Лос-Анджелесе.

## Личная жизнь
С мая 2005 года Кортни замужем за корреспондентом Картером Эвансом. У супругов есть двое детей — сын Кэш Хадсон Эванс (род.01.01.2011) и дочь Кэмерон Кайулани Эванс (род.06.04.2012).